# Bilbao Song (Album)
Bilbao Song ist ein Musikalbum der Formation Available Jelly um den Holzbläser Michael Moore. Die vom 25. bis 27. Februar 2004 in den E Sound Studios, Weesp, entstandenen Aufnahmen erschienen 2005 auf Moores Label Ramboy Recordings.

## Hintergrund
Available Jelly ging aus der Great Salt Lake Mime Troupe hervor, nachdem diese amerikanische Gruppe von Clowns, Tänzern, Mimen und Musikern 1979 in Amsterdam auf dem von Jango Edwards gegründeten Festival of Fools auftrat. Die Musiker blieben in den Niederlanden. Ihre Musik behielt die Theatralik und den Eklektizismus dieser Theatergruppe bei, entwickelte aber allmählich einen persönlicheren Improvisationsstil. Nach einer Reihe von Besetzungswechseln wurde die Gruppe, die als Available Jelly zwischen 1984 und 2007 bestand, zu einer festen Größe in der niederländischen Musikszene und der europäischen Konzeption des Modern Creative.
Das selbstbetitelte Debütalbum von Available Jelly erschien 1984. Seit 1995 bestand Available Jelly dann stabil als Sextett aus Michael Moore an Altsaxophon, Klarinette und Bassklarinette, Posaunist Wolter Wierbos, Kornettist Eric Boeren, Tobias Delius an Tenorsaxophon und Klarinette, Bassist Ernst Glerum und Michael Vatcher am Schlagzeug. Nach Bilbao Song erschienen noch weitere Aufnahmen aus 2004 und das zweiteilige Live-Album Baarle Nassau, das 2007 mitgeschnitten wurde.
Der Titelsong des Albums Bilbao Song stammt von Kurt Weill (aus dem Songspiel Happy End von 1929); das weitere Material größtenteils von Michael Moore. „Lovelock“ ist nach James Lovelock benannt, dem Mitentdecker der Gaia-Hypothese. „Bulan“ und „Khek Borates“ sind Adaptionen von zwei Stücken aus einem alten Buch mit siamesischen Liedern. „Baltimore Oriole“ ist eine Melodie von Hoagy Carmichael; „Little French Boy“ stammt von Burt Bacharach, geschrieben für den Soundtrack von Casino Royale von 1967. „Selat Sunda“ ist die Meerenge zwischen Java und Sumatra; die Musik dieses Stücks ist von javanischer, balinesischer und Musik aus dem Karo-Batak-Hochland Sumatras inspiriert. Eric Boerens „Jackdaws and Blackbirds“ ist ein improvisiertes Porträt der Geräusche in Moores Garten. „Wollic“ ist für Wolter Wierbos geschrieben; „Mad“ basiert auf einer Melodie aus Madagaskar.

## Titelliste
- Available Jelly: Bilbao Song (Ramboy Recordings Ramboy #21)[4]

1. Lovelock 5:30
2. Bulan/Khek Borates (Traditional) 3:55
3. Façade 5:20
4. Baltimore Oriole (Hoagy Carmichael) 5:47
5. Little French Boy (Burt Bacharach) 3:15
6. Selat Sunda 4:42
7. Jackdaws and Blackbirds (Eric Boeren) 5:01
8. Wollić (Eric Boeren) 4:08
9. Mad 4:33
10. Colima 5:21
11. In the Secret Garden 3:41
12. Bilbao Song (Kurt Weill) 4:32

Wenn nicht anders vermerkt, stammen die Kompositionen von Michael Moore.

## Rezeption
Der Multiinstrumentalist Michael Moore sei stets interessant, sei es als Sideman in Gruppen um Myra Melford oder Gerry Hemingway, als Mitglied des Trios Clusone 3 oder als Leiter seiner eigenen vielfältigen Projekte, schrieb Chris Kelsey in JazzTimes. Im Zentrum des [für Moore] typisch eklektischen Albums würden dessen Interpretationen verschiedener Jazzstile stehen, vom Postbop/Free Jazz („Lovelock“) über eine Duke Ellington-artige Darbietung für Wierbos in Moores Arrangement von Hoagy Carmichaels „Baltimore Oriole“ bis hin zu einem harmonisch vertrackten, an Shorty Rogers erinnernden Stück („In the Secret Garden“). Unter den Solisten würden zwar Wierbos und Delius die Spitzenplätze belegen, doch auch Moore würde nicht schlecht spielen. Das Ganze sei mehr wert als die Summe seiner Teile. Moores Ensemblekonzept – die gekonnte Balance zwischen Ordnung und Unordnung, seine Liebe zum Detail, seine Gesamtvision – sei der entscheidende Faktor dieser Show. Dies sei ein wunderschönes, poetisches Werk.